# Olympische Sommerspiele 1992/Teilnehmer (Peru)
| Gelbes Symbol für Goldmedaillen mit stilisierten Olympischen Ringen | Graues Symbol für Silbermedaillen mit stilisierten Olympischen Ringen | Braundes Symbol für Bronzemedaillen mit stilisierten Olympischen Ringen |
| ------------------------------------------------------------------- | --------------------------------------------------------------------- | ----------------------------------------------------------------------- |
| —                                                                   | 1                                                                     | —                                                                       |

Peru nahm an den Olympischen Sommerspielen 1992 in Barcelona mit einer Delegation von sechzehn Athleten (zwölf Männer und vier Frauen) an achtzehn Wettkämpfen in neun Sportarten teil. Fahnenträger bei der Eröffnungsfeier war der Sportschütze Francisco Boza.

## Medaillengewinner

### Silber
| Name            | Sportart | Wettkampf |
| --------------- | -------- | --------- |
| Juan Jorge Giha | Schießen | Skeet     |

## Teilnehmer nach Sportarten

### Gewichtheben
Männer
- Rolando Marchinares
Superschwergewicht: 17. Platz

### Kanu
Männer
- Eric Arenas
Kajak-EIner, Slalom: 42. Platz

### Leichtathletik
| Männer - Juan José Castillo 10.000 Meter: Vorläufe | Frauen - Ena Guevara Marathon: 34. Platz |

### Moderner Fünfkampf
Männer
- Luis Alberto Urteaga
Einzel: 65. Platz

### Radsport
Männer
- Anthony Ledgard
4000 Meter Einerverfolgung: 21. Platz in der Qualifikation

### Schießen
- Francisco Boza
Trap: 25. Platz

- Juan Jorge Giha
Skeet: Silber

### Schwimmen
| Männer - Alejandro Alvizuri 100 Meter Rücken: 29. Platz 200 Meter Rücken: 20. Platz 200 Meter Lagen: 45. Platz | Frauen - Claudia Velásquez 100 Meter Brust: 39. Platz 200 Meter Brust: 37. Platz |

### Tennis
Männer
- Pablo Arraya
Einzel: 1. Runde

- Jaime Yzaga
Einzel: 2. Runde

### Tischtennis
| Männer - Walter Nathan Mannschaft: Gruppenphase - Yair Nathan Einzel: Gruppenphase Mannschaft: Gruppenphase | Frauen - Eliana González Einzel: Gruppenphase Mannschaft: Gruppenphase - Magaly Montes Mannschaft: Gruppenphase |